# Indicoblemma sheari
Indicoblemma sheari är en spindelart som beskrevs av Bourne 1980. Indicoblemma sheari ingår i släktet Indicoblemma och familjen Tetrablemmidae. Inga underarter finns listade i Catalogue of Life.